# Xiphorhynchus spixii
Xiphorhynchus spixii là một loài chim trong họ Furnariidae.